# Himbleton
Himbleton est une localité anglaise située dans le comté du Worcestershire.